# Peter Stuyvesant
Peter Stuyvesant, född 1592 i Scherpenzeel i Friesland, död i februari 1672 på sin lantgård Bouwerie utanför New York, var en holländsk koloniguvernör, morbror till Nicholas Bayard.
Stuyvesant ingick på 1620-talet i krigstjänst i Västindien och var 1634-44 guvernör över holländsk-västindiska kompaniets koloni Curaçao. Vid ett anfall mot den portugisiska kolonien S:t Martin 1644 blev han svårt sårad och måste resa hem till Republiken Förenade Nederländerna och där låta amputera ena benet. Efter den händelsen använde han ett träben med silverspik. Stuyvesant utsågs 1645 till Västindiska kompaniets styresman i Nya Nederländerna och anlände i maj 1647 till kolonins huvudort Nya Amsterdam. Han visade sig där som en stundom självrådig men också mycket dugande guvernör. Han förbättrade kolonins försvarsväsen, stävjade försäljningen av rusdrycker och eldvapen till indianerna, införde i Nya Amsterdam en efter de holländska städernas mönster anordnad municipalstyrelse och erövrade 1655 den närbelägna svenska kolonin Nya Sverige. Stuyvesant kuvade flera indianuppror (1655, 1658 och 1663), men underskattade den fara som hotade från England. År 1664 överraskades han av ett anfall av en engelsk flotta under överste Richard Nicolls och nödgades 8 september samma år kapitulera. I Holland, dit han reste hem 1665, sökte Västindiska kompaniet göra honom till syndabock för alla sina missräkningar i Nya Nederländerna, och Stuyvesant återvände därför efter freden i Breda till den då engelska kolonin efter att ha genomdrivit stadgandet av fria handelsförbindelser mellan Holland och New York.